# تیم ملی فوتبال زیر ۱۹ سال فرانسه
تیم ملی فوتبال زیر ۱۹ سال فرانسه  یا تیم ملی فوتبال جوانان فرانسه، نماینده کشور فرانسه در مسابقات فوتبال جوانان اروپا و جهان است که زیر نظر فدراسیون فوتبال فرانسه فعالیت می‌کند.